# Manéthon de Sebennytos
Manéthon de Sebennytos (en grec ancien Μανέθων, Μανέθως) est un prêtre et historien égyptien du IIIe siècle avant notre ère. On lui attribue une Histoire de l'Égypte (Ægyptiaca) en trois volumes rédigée en grec sous le règne de Ptolémée II, sans doute à la demande de son prédécesseur Ptolémée Ier Sôter, mais qui n'a jamais été retrouvée. Manéthon est originaire de Sebennytos, une ville dans le delta du Nil et la dernière capitale pharaonique des Nectanébo. En tant que prêtre, il avait sans doute accès aux listes royales des bibliothèques des temples mais aussi aux contes populaires relatifs à divers pharaons mythiques. C'est à Manéthon que l'on doit la division en trente dynasties des souverains d'Égypte, toujours utilisée par les égyptologues avec quelques modifications (dynastie égyptienne zéro par exemple), car elle rend l'analyse de l'histoire égyptienne plus commode. C'est également à lui que l'on doit l'usage de transcriptions hellénisées de noms égyptiens (Aménophis pour Amenhotep, Thoutmôsis pour Djéhoutimès ou Sésostris pour Sénousert).

## Nom
La forme égyptienne du nom de Manéthon est inconnue. Certains avancent l'hypothèse qu'il signifie « Vérité de Thot », « Don de Thot », « Bien-aimé de Thot », « Bien-aimé de Neith » ou « Amoureux de Neith ». D'autres propositions moins suivies sont Myinyu-heter (« Cavalier » ou « Époux ») et Ma'ani-Djehuti (« J'ai vu Thot »).
En langue grecque, les fragments les plus anciens sont l'inscription — de date incertaine — gravée sur la base d'un buste en marbre du temple de Sérapis à Carthage.
L'historien juif du Ier siècle Flavius Josèphe écrit son nom Μανέθων (Manethōn), et la restitution latinisée de son nom est Manéthon.

## Biographie
Aucune source ne permet de connaître à quelles dates Manéthon est né et décédé. Il est un contemporain de Ptolémée Ier selon Plutarque, de Ptolémée II selon Georges le Syncelle.
Le fait que Manéthon soit lié directement à Ptolémée II est illustré par Ptolémée Philadelphe dans le tableau Ptolémée Philadelphe dans la bibliothèque d'Alexandrie (it)  de Vincenzo Camuccini (1813).
Si la mention d'un dénommé Manéthon figurant dans les Ægyptiaca fait de lui leur auteur probable, alors il aurait également travaillé sous Ptolémée III à un âge très avancé. L'existence historique de Manéthon de Sébennytos est tenue pour acquise par Flavius Josèphe et par les auteurs ultérieurs, mais cette question reste problématique.
Manéthon est égyptien de naissance, et la langue égyptienne aurait été sa langue maternelle. Il a écrit sur des questions égyptiennes, mais en langue grecque et pour un public helléniste.
Manéthon de Sébennytos était probablement prêtre du dieu-soleil Rê à Héliopolis (selon Georges le Syncelle, il en était le chef). Plutarque le considérait comme ayant autorité sur le culte de Sérapis, un dérivé d'Osiris et d'Apis. Sérapis est une version gréco-macédonienne d'un culte égyptien probablement apparu après la fondation d'Alexandrie. Une statue de Sérapis a été importée en 286 avant J.-C. par Ptolémée Ier, ou en 278 avant J.-C. par Ptolémée II, comme l'attestent Tacite et Plutarque. Une tradition veut que Timothée d'Athènes ait codirigé le transport avec Manéthon d'une statue de Sérapis mais cette source n'est pas claire. Elle peut provenir de Manéthon lui-même, auquel cas elle n'est pas indépendante et ne corrobore pas l'existence de Manéthon au début du IIIe siècle avant notre ère.

## Œuvre
L'existence des différents ouvrages de l'auteur n'est pas pas attestée pendant la période ptolémaïque, et ces derniers ne sont connus que de citations dans des sources datant du premier siècle de notre ère. Un écart de deux ou trois siècles sépare ainsi la composition de l'Ægyptiaca de sa première citation. L'écart est encore plus grand pour les autres œuvres de Manéthon, comme Le Livre sacré, mentionné pour la première fois par Eusèbe de Césarée au quatrième siècle de notre ère. Ces ouvrages, également rédigés en grec, ont tous été perdus, et ce sont encore des auteurs postérieurs qui en ont révélé l'existence.

### Une œuvre sujette à caution
L'étude de son œuvre, ou du moins de ce qu'il en reste, révèle que les sources de Manéthon sont multiples. La critique apportée par François de Bovet est présentée en détail dans l'article Ægyptiaca.
Il y a d'une part une ou plusieurs listes royales « officielles ». Ces listes sont artificielles : elles ne sont pas historiques mais idéologiques. Les dynasties sont recomposées à des fins de propagande politique et religieuse. Les IIIe et IVe dynasties, par exemple, sont en réalité directement liées, tout comme les VIe et VIIIe dynasties. La VIIe n'existe pas, les XVIIe et XVIIIe dynasties ne sont qu'une seule et même famille, etc. Le pharaon Akhenaton n'apparait que sous des noms péjoratifs et d'autres ont tout simplement disparu. Autre exemple, beaucoup de dynasties sont retaillées sans tenir compte des liens familiaux (plus ou moins oubliés d'ailleurs), de façon à obtenir des nombres de rois symboliques, comme le neuf ou le dix (référence à l'ennéade des dieux).
Le but est de défendre la vision cyclique du monde et du temps des prêtres égyptiens. Les dynasties se succèdent comme des cycles de neuf ou dix rois, comme Rê, le soleil qui naît et meurt chaque jour.
Manéthon utilise d'autre part des traditions et des contes populaires dont il reste des bribes. Ces légendes transparaissent à travers les rares anecdotes conservées, comme la mort de Ménès, tué par un hippopotame, ou celle de Bakenranef, brûlé par son ennemi.

### Seul historien de l'Égypte antique?
Maîtrisant le grec, Manéthon a eu accès au fonds documentaire de la bibliothèque d'Alexandrie. Pour la première fois dans l'Égypte antique, un Égyptien a essayé de faire de l'histoire comme les Grecs avant lui, en recoupant les informations de sources variées. Mais son œuvre, truffée d'erreurs et d'affabulations, souffre des mêmes défauts que celle d'Hérodote.

### Bribes fragmentaires et indirectes
L'Ægyptiaca de Manéthon n'est connue que par des citations fragmentaires et souvent déformées, données principalement par l'historien juif Flavius Josèphe et par les historiens chrétiens comme Sextus Julius Africanus (vers 202 de notre ère) et Eusèbe de Césarée (vers 325 de notre ère), le tout compilé au VIIIe siècle par un moine byzantin, Georges le Syncelle. Flavius Josèphe ne s'intéresse qu'à ce qui a trait aux Hébreux et au peuple juif ; quant à Julius Africanus et Eusèbe, ils cherchent à cautionner la chronologie chrétienne par celle de Manéthon. Ces deux derniers n'ont donc conservé que l'ossature de l'œuvre de Manéthon, des listes de rois, alors qu'il semble, d'après Josèphe, que Manéthon y avait adjoint de longs développements dont il ne reste que des traces.

### Écrits religieux
Parmi ses autres œuvres supposées, citons des travaux sur la religion : « Le Livre sacré », « Des fêtes », « Sur l'antiquité et la religion » et « Des anciennes coutumes et de la piété ».
Eusèbe de Césarée explique dans sa Préparation évangélique avoir pris des ouvrages de l'auteur comme « Le Livre sacré » pour source. Il s'en sert pour décrire la mythologie égyptienne : « Or toute l'histoire des Égyptiens, et en particulier ce qui regarde leur théologie, nous a été décrite fort au long par Manéthon, Égyptien, dans son livre sacré et dans ses autres ouvrages ». Toujours à propos de la description mythologique par Manéthon : « Manéthon en parle fort au long; mais nous citerons le récit plus succinct de Diodore de Sicile, qui s'exprime ainsi dans l'ouvrage auquel nous avons déjà emprunté quelques extraits ». Enfin, il puise dans un autre ouvrage l'évocation d'un sacrifice humain : « Manéthon, dans son livre de la Piété et des Antiquités, cite aussi une autre abolition d'un semblable sacrifice humain à Héliopolis en Égypte, abolition qui fut prononcée par Amosis. Ce sacrifice s'offrait en l'honneur de Junon ; on choisissait les hommes qui devaient en être les victimes, avec les mêmes cérémonies qui étaient en usage pour chercher et marquer les jeunes taureaux blancs. On en immolait trois en un jour. Amosis leur fit substituer un égal nombre de figures de cire à forme humaine ».

### Autres écrits
Manéthon est aussi connu pour avoir écrit un traité nommé « Préparation du kyphi - Recettes », mais aucune copie ne nous est parvenue, ainsi que « Contre Hérodote », « Sur les fêtes », « Sur la préparation du Kyphi » et le « Digeste de physique ». Le « Livre de Sothis » est également attribué à Manéthon.

## Dans la fiction
Dans Le Mystère de la Grande Pyramide, un album de la série Blake et Mortimer sorti en deux tomes en 1954 et 1955, Edgar P. Jacobs met en scène la découverte d'un texte de Manéthon qui révèle la cache de la mythique chambre d'Horus.

## Pseudo-Manéthon
Georges le Syncelle cite Manéthon dans un texte qui fait référence à des « stèles portant des inscriptions en langue sacrée et en caractères hiéroglyphiques écrits par Thot, le premier Hermès ». Ce texte probablement tardif est attribué à un Pseudo-Manéthon.